# Rhizophagus kali
Rhizophagus kali es una especie de coleóptero de la familia Monotomidae.

## Distribución geográfica
Habita en la India.